# Duyên Hải (phường)
Duyên Hải là một phường thuộc thành phố Lào Cai, tỉnh Lào Cai, Việt Nam.

## Địa lý
Phường Duyên Hải nằm ở phía bắc thành phố Lào Cai, có vị trí địa lý:
- Phía đông và phía bắc giáp Trung Quốc với ranh giới là sông Hồng
- Phía tây giáp huyện Bát Xát
- Phía nam giáp phường Cốc Lếu và xã Đồng Tuyển.

Phường Duyên Hải có diện tích 7,24 km², dân số năm 2019 là 4.212 người, mật độ dân số đạt 582 người/km².
Trên địa bàn phường có cửa khẩu quốc tế đường bộ số II Kim Thành thuộc cặp cửa khẩu quốc tế Lào Cai – Hà Khẩu được vận hành chính thức từ năm 2012. Cửa khẩu Kim Thành cũng là điểm cuối của tuyến đường cao tốc Nội Bài – Lào Cai, nơi có cây cầu Kim Thành bắc qua sông Hồng sang Khu khai phát Bắc Sơn thuộc trấn Hà Khẩu, huyện Hà Khẩu, châu tự trị Hồng Hà, tỉnh Vân Nam, Trung Quốc.

## Hành chính
Phường Duyên Hải được chia thành 8 tổ dân phố đánh số từ 1 đến 8.

## Lịch sử
Tên phường được đặt theo tên một người cán bộ dân vận của Tỉnh ủy Lào Cai dưới thời kháng chiến chống Pháp.
Trước đây, Duyên Hải là một tiểu khu thuộc thị xã Lào Cai.
Trong chiến tranh biên giới năm 1979, xã Đồng Tuyển và 3 tiểu khu Cốc Lếu, Duyên Hải, Kim Tân trở thành vành đai trắng nên bị giải thể. Tháng 4 năm 1982, xã Đồng Tuyển được tái lập, bao gồm cả địa bàn các tiểu khu Cốc Lếu, Duyên Hải, Kim Tân trước đây. Đến năm 1992, tiểu khu Duyên Hải được tái lập từ một phần diện tích và dân số của xã Đồng Tuyển.
Ngày 3 tháng 6 năm 1993, Chính phủ ban hành Nghị định số 31/CP về việc thành lập các phường thuộc thị xã Lào Cai. Theo đó, tiểu khu Duyên Hải trở thành phường Duyên Hải.
Ngày 30 tháng 11 năm 2004, phường Duyên Hải thuộc thành phố Lào Cai mới thành lập.
Đến năm 2019, phường Duyên Hải có diện tích 3,76 km², dân số là 10.831 người, mật độ dân số đạt 2.881 người/km².
Ngày 11 tháng 2 năm 2020, Ủy ban Thường vụ Quốc hội ban hành Nghị quyết số 896/NQ-UBTVQH14 về việc sắp xếp các đơn vị hành chính cấp huyện, cấp xã thuộc tỉnh Lào Cai (nghị quyết có hiệu lực từ ngày 1 tháng 3 năm 2020). Theo đó:
- Điều chỉnh 2,05 km² diện tích tự nhiên và 650 người thuộc các thôn: Kim Thành 1, Kim Thành 2 của xã Quang Kim, huyện Bát Xát; 3,32 km² diện tích tự nhiên và 1.444 người thuộc các thôn: Làng Đen, Kim Thành, Lục Cẩu của xã Đồng Tuyển vào phường Duyên Hải
- Điều chỉnh 1,89 km² diện tích tự nhiên và 8.713 người của phường Duyên Hải vào phường Cốc Lếu.

Sau khi điều chỉnh, phường Duyên Hải có diện tích 7,24 km², dân số là 4.212 người.